# Травневое (Хмельницкая область)
Травневое (укр. Травневе) — село в Старосинявском районе Хмельницкой области Украины.
Население по переписи 2001 года составляло 128 человек. Почтовый индекс — 31424. Телефонный код — 3850. Занимает площадь 0,803 км². Код КОАТУУ — 6824482503.

## Местный совет
31424, Хмельницкая обл., Старосинявский р-н, с. Ивки